# Ohio Versus Everything
Ohio Versus Everything fue un stable heel de lucha libre profesional de la empresa Impact Wrestling, quiénes están conformado por Sami Callihan, Dave Crist, Jake Crist y Madman Fulton.
Dentro de sus logros, está el haber sido Campeones Mundiales en Parejas de Impact, ganados por Dave & Jake, una vez y actual Campeón Mundial de Impact ganado por Callihan y una vez Campeonato de la División X de Impact ganado por Jake.

## Historia

### Combat Zone Wrestling (2011-2012; 2014-2020)
El 9 de abril de 2011, Jake Crist fue invitado a competir en "Best Of The Best X" de Combat Zone Wrestling en representación de Insanity Pro Wrestling. Jake Crist perdería en la primera ronda perdiendo contra Sami Callihan en un Triple Threat Match que también involucró a AR Fox. La noche siguiente, el 10 de abril de 2011, en el "Incidente internacional" de CZW, Jake Crist continuaría luchando contra Jon Moxley en la última lucha de Moxley en CZW siendo derrotado. Después del combate, Jake sería atacado por Moxley y Robert Anthony hasta que Devon Moore salvara. Jake Crist regresó a CZW el 14 de mayo de 2011 cayendo derrotado contra Ryan Mcbride, sin embargo, los fanáticos corearon Please Come Back después del combate.

### Impact Wrestling (2017-2020)
Dave y Jake Crist hicieron su debut en Impact Wrestling el 17 de agosto de 2017 en Destination X, bajo el nombre de Ohio Versus Everything (oVe), derrotando a Jason Cade y Zachary Wentz. El 20 de agosto, en Victory Road, derrotaron a The Latin American Xchange (Ortiz & Santana) para ganar el GFW World Tag Team Championship. Durante su reinado, el campeonato pasó a llamarse como Impact World Tag Team Championship. El 12 de octubre en Impact, LAX invocó su cláusula de revancha desafiando a OVe a 5150 Street Fight en Bound for Glory.
En Bound for Glory el 5 de noviembre, Sami Callihan debutaría y establecería su alianza con The Crist Brothers ayudándoles a derrotar a LAX, con Jake Crist derribando a Ortiz antes de que Callihan entregara un pilón a través de una mesa para la victoria. Procedieron a atacar LAX después del combate, lo que resultó en un doble turno, cambiandose a heel. En el episodio de Impact del 4 de enero de 2018, perdieron el título de The Latin American Xchange, terminando su reinado a los 164 días. The Crist Brothers y Callihan formaron un stable, a la que Madman Fulton se uniría más tarde en marzo de 2019.
En las grabaciones de Impact del 19 de julio, Jake Crist derrotó a Rich Swann para ganar el Campeonato de la División X de Impact por primera vez en su carrera. Crist sostendría el título hasta el 20 de octubre, cuando en Bound for Glory, Ace Austin lo ganó en un Fatal 5-Way Match. El 25 de octubre, Callihan derrotaría a Brian Cage en un Steel Cage Match durante las grabaciones de Impact para ganar el Campeonato Mundial de Impact.

## Campeonatos y logros
- All American Wrestling
  - AAW Heavyweight Championship (1 vez) – Callihan
  - AAW Tag Team Championship (4 veces) – Dave & Jake

- Combat Zone Wrestling
  - CZW Wired TV Championship (2 veces) – Dave (1) y Jake (1)
  - CZW World Tag Team Championship (1 vez) – Dave & Jake

- Impact Wrestling
  - Impact World Championship (1 vez) – Callihan
  - Impact X Division Championship (1 vez) – Jake
  - Impact World Tag Team Championship (1 vez) – Dave & Jake